# Ernst von Grünigen
Ernst von Grünigen (* 23. März 1950; † 10. Juni 1992) war ein Schweizer Skispringer.

## Karriere
Von Grünigen sprang zwischen 1970 und 1977 bei der Vierschanzentournee. Sein Debüt gab er am 30. Dezember 1970 beim Auftaktspringen zur Vierschanzentournee 1970/71 in Oberstdorf. Trotz guter Ergebnisse konnte er zu keiner Zeit in die Gesamtwertungsränge der Tournee springen. 1972 wurde er für die Olympischen Winterspiele in Sapporo nominiert und erreichte von der Normalschanze den 16. Platz und von der Grossschanze den 44. Platz. Sein bestes Ergebnis erreichte er mit dem 6. Platz in Garmisch-Partenkirchen am 1. Januar 1976. Auf Grund dieses Ergebnisses wurde er erneut für die Olympischen Winterspiele 1976 in Innsbruck nominiert und erreichte dort überraschend den 5. Platz von der Normal- und den 23. Platz von der Grossschanze. Nach der Vierschanzentournee 1976/77 beendete er seine aktive Skisprungkarriere. Von der Saison 1980/81 bis 1985/86 war er Cheftrainer der Schweizer Skispringer. Im Juni 1992 starb er 42-jährig an den Folgen eines Gehirntumors.